# Fabian O'Dea
Pour les articles homonymes, voir O'Dea.
L'honorable Fabian Aloyisus O'Dea, QC, (20 janvier 1918-12 décembre 2004) était un avocat canadien d'origine irlandaise et fut le quatrième lieutenant-gouverneur de Terre-Neuve de 1963 à 1969.

## Annexe